# 15 de julio
El 15 de julio es el 196.º (centésimo nonagésimo sexto) día del año en el calendario gregoriano y el 197.º en los años bisiestos. Quedan 169 días para finalizar el año.

## Acontecimientos
- 1099: en el Oriente Próximo, —en el marco de la Primera Cruzada— los europeos conquistan Jerusalén y forman el Reino de Jerusalén (entre 1099 y 1187).
- 1502 (o 1503): en México-Tenochtitlan (la capital del Imperio mexica), el aristócrata Moctezuma Xocoyotzin es elegido como «huey tlatoani».
- 1570: frente a las costas de Tazacorte, en la isla canaria de La Palma, el pirata francés protestante Jacques de Sores y sus hombres asesinan a 40 misioneros jesuitas (los mártires de Tazacorte, que eran 32 portugueses y 8 españoles) que se dirigían a Brasil.
- 1662: Carlos II de Inglaterra firma la cédula real en la que oficialmente se constituye la Royal Society.
- 1738: en Madrid (España) se funda la Real Academia de Medicina.
- 1799: en la localidad de Rosetta en Egipto se descubre la Piedra de Rosetta, que permitirá descifrar los jeroglíficos egipcios.
- 1815: los británicos encarcelan y destierran a Napoleón Bonaparte a la isla de Santa Helena en el Atlántico Sur.
- 1834: en España, mediante un decreto de la reina Isabel II de España, se pone fin oficialmente a la existencia del Tribunal de la Santa Inquisición.
- 1835: en la Primera Guerra Carlista se produce la batalla de Mendigorría, de la que salen victoriosos los liberales.
- 1857: en la India, los cipayos (tropas indígenas que sirven al servicio británico) en rebelión desde el mes de mayo, por orden de Nana Sahib, asesinan a 211 mujeres y niños ingleses en Bibi-Ghar (Cawnpore, ahora llamado Kanpur) (Ver Rebelión en la India de 1857).
- 1857: se produce la Batalla de Aong (este artículo solo se encuentra en inglés), entre la Compañía Británica de las Indias Orientales y las fuerzas de Nana Sahib, como parte de la Rebelión en la India de 1857. Ganó la Compañía Británica de las Indias Orientales.
- 1864: Alfred Nobel patenta la nitroglicerina como explosivo.
- 1867: en la Ciudad de México (México), Benito Juárez entra triunfalmente a la ciudad tras la victoria liberal en la Segunda Intervención Francesa.
- 1883: en (Alemania), Otto von Bismarck crea la primera ley de seguro obligatorio contra accidentes o enfermedades y es considerada la primera ley de Seguridad social.
- 1890: en Madrid, se recibe con honores y festejos al inventor y militar Isaac Peral tras probar con éxito su  submarino eléctrico en Cádiz.
- 1898: en la isla de Cuba —en el marco de la Guerra Hispano-Estadounidense— capitula la ciudad de Santiago.
- 1914: en Panamá se inaugura el edificio de la Administración del Canal.
- 1916: en Seattle (estado de Washington), William E. Boeing funda la compañía aeronáutica que lleva su nombre: Boeing.
- 1918: comienza la Segunda Batalla del Marne, en la Primera Guerra Mundial.
- 1922: en la ciudad argentina de Luján (70 km al oeste de Buenos Aires) se funda el club Luján Sport Club.
- 1922: se funda el Partido Comunista Japonés.
- 1933: comienzan las transmisiones de Radio Illimani (ahora Radio Patria Nueva) en la ciudad de La Paz (Bolivia).
- 1947: desde la avenida Edison en el puerto de Buenos Aires despega hacia el aeropuesto de Ezeiza el alférez de la Fuerza Aérea Argentina, Vedania Mannuwal (argentino descendiente de indostaníes), quien realiza el traslado del último de los primeros seis ejemplares de Gloster Meteor adquiridos por el Gobierno de Juan Domingo Perón. Se convierte en el primer oficial argentino en volar un avión de caza a reacción sobre suelo nacional.
- 1953: en Argentina, grupos fascistas peronistas incendian la Casa del Pueblo (del movimiento obrero ilustrado, anarquista), con la biblioteca de temas sociales más grande de Sudamérica.
- 1954: el prototipo del avión de pasajeros Boeing 367-80 realiza su primer vuelo.
- 1957: se funda la Organización Internacional Nueva Acrópolis, entidad sin ánimo de lucro, de filosofía, cultura y voluntariado.
- 1961: en Managua (Nicaragua), los jóvenes Edwin Yllescas Salinas, Roberto Cuadra López y Reinaldo Hooker, miembros de la llamada "Generación traicionada", queman en la costa del lago Xolotlán libros de "los malos poetas", debido a la oposición de los defensores de la cultura nacional no pudieron hacerlo en la Plaza de La República. De una extensa lista, eran libros de Lolita Soriano de Guerrero,[1] Margarita Gómez Espinosa,[2] Edgardo Buitrago Buitrago,[3] Guillermo Rothschuh Tablada[4] y Salomón Ibarra Mayorga.
- 1963: se comercializa en Argentina el primer Ford Falcon construido en el país.
- 1969: en Managua (Nicaragua), debido a una delación de su propia guerrilla, muere el comandante del FSLN, Julio Buitrago en un tiroteo con la Guardia Nacional en el barrio Maldito. En el barrio Santo Domingo también mueren en combate los guerrilleros Marco Antonio Rivera, Aníbal Castrillo y Alesio Blandón.
- 1971: en Chile, el presidente Salvador Allende promulga la reforma constitucional que permitió la nacionalización de la gran minería del cobre.
- 1974: en Chipre, Nikos Sampson dirige un golpe de Estado contra el presidente Makarios III, instaurando una dictadura.
- 1977: en Buenos Aires (Argentina), la dictadura de Videla secuestra al físico nuclear Daniel Lázaro Rus junto con sus colegas Gerardo Strejilevich y Nélida Barroca en la puerta de la CNEA (Comisión Nacional de Energía Atómica). Serán «desaparecidos», torturados y asesinados.
- 1978: récord en el fútbol uruguayo, el futbolista Fernando Morena convirtió 7 goles en el partido por campeonato uruguayo Peñarol 7 vs Huracán Buceo 0.
- 1982: en España se firma el Estatuto de Autonomía de la Comunidad Valenciana.
- 1983: Nintendo lanza la consola NES en Japón.
- 1983: en el Aeropuerto de Orly (Isla de Francia) (Francia) sucede un ataque armado, cuando el grupo independentista armenio ASALA o Ejército Secreto Armenio para la Liberación de Armenia, coloca en una maleta varios explosivos que explosionan en el mesón de facturar de Turkish Airlines poco después de las 14:00 de la tarde, dejando 8 muertos y 56 heridos.la acción armada iba dirigida hacia Turkish Airlines.
- 1983: Peñarol se consagraba Campeón del Campeonato Sudamericano de Clubes Campeones de basquetbol tras vencer 89-85 a Obras Sanitarias de Argentina en el Palacio Peñarol.
- 1985: en Rionegro (Antioquia) (Colombia), se realiza el primer aterrizaje de avión en el Aeropuerto Internacional José María Córdoba.
- 1987: U2 da su primer concierto en España y congrega a la mayor multitud vista hasta el momento en un concierto en España, en el Estadio Santiago Bernabéu de Madrid: 135 000 personas.
- 1994: termina el Genocidio de Ruanda, también llamado Genocidio Tutsi, que provocó la muerte de más de 800 000 personas (entre ellos hutus), y que acabó con entre el 75% y el 85% de la población tutsi. Es considerado uno de los peores genocidios de la historia.
- 1996: un C-130 Hércules de la Fuerza Aérea Belga con destino al Aeropuerto de Eindhoven (Holanda) ( Países Bajos) llevaba una banda militar neerlandesa, cuando en fase de aterrizaje recibió múltiples impactos de aves, estrellándose y provocando un incendio que terminó con 34 muertos y 7 heridos
- 1997: En Estados Unidos se estrena por Cartoon Network el piloto de Cow and Chicken con el nombre "No smoking".
- 2004: Estados Unidos lanza el satélite de observación terrestre Aura.
- 2004: en el centro de Madrid (España), una subestación eléctrica de Unión Fenosa explota provocando un apagón que afectó a 41000 personas, y un gran incendio, provocando el derrumbe de un edificio de 4 plantas, muchas casas incendiadas, 5 personas intoxicadas, etc. El accidente causó a Unión Fenosa la pérdida de más de 22 millones de euros.[5]
- 2006: se estrena en Japón la novena película del anime de Pokémon: Pokémon Ranger y el Templo del Mar.
- 2007: finaliza la Copa Mundial de Fútbol Americano de 2007.
- 2007: en Maracaibo (Venezuela), la Selección de fútbol de Brasil gana su octava Copa América ganándole la final de la Copa América 2007 3-0 a la Argentina en el Estadio José Encarnación Romero con goles de Baptista y Dani Alves y un gol en propia puerta de Ayala.
- 2007: se celebra la 18.ª Olimpiada Internacional de Ciencias, en Saskatoon (Canadá), que acabó el 22 de julio.
- 2007: se celebra la 39.ª Olimpiada Internacional de Química en Moscú (Rusia), que acabó el 24 de julio.
- 2008: empieza la XXIII Jornada Mundial de la Juventud en Sídney (Australia).
- 2009: el vuelo 7908 de Caspian Airlines, un avión Tupolev Tu-154 de la compañía Caspian Airlines se estrella con 153 pasajeros y 15 tripulantes (168 personas) cuando se dirigía desde Teherán (Irán) a Ereván (Armenia).
- 2010: en Argentina, el gobierno de Cristina Kirchner aprueba el proyecto de ley que permite el matrimonio entre personas del mismo sexo y la adopción por parte de los mismos. Argentina es el primer país latinoamericano en implementarlo y el décimo a nivel mundial.
- 2011: estreno mundial de Harry Potter y las reliquias de la Muerte: parte 2, la última película de la saga cinematográfica de Harry Potter.
- 2011: Italia aprobó un plan de ajuste de 79.000 millones de euros y por esto aumentó la incertidumbre sobre la crisis del euro.
- 2012: El Club Independiente Santa Fe gana su séptima liga tras 37 años de espera en el Torneo Apertura 2012 en el Estadio Nemesio Camacho El Campín frente a Deportivo Pasto.
- 2012: el cantante y rapero surcoreano PSY sube a su canal oficial de YouTube su nueva canción, Gangnam Style, que se convirtió en el vídeo más visto de YouTube con más de 2800 millones de reproducciones hasta el 10 de julio de 2017, cuando fue superada por See You Again, (canción de Wiz Khalifa junto con Charlie Puth que aparece al final de la película Furious 7, en homenaje a Paul Walker), que alcanzó las 2900 millones de reproducciones.
- 2012: en Siria estallan los más violentos combates en la ciudad capital, Damasco, desde que comenzó la guerra civil, cuando los rebeldes lanzan una operación de gran escala para conquistar la ciudad, y el régimen responde con fuertes bombardeos y ataques a los barrios donde se concentran los rebeldes.
- 2013: en Idlib (en el norte de Siria) —en el marco de la guerra civil siria— los combates entre el ejército y los grupos paramilitares dejan 29 muertos.
- 2013: en Lima (Perú), se inicia una racha de protestas contra el caso de corrupción llamado "La Repartija", sacado a la luz por un medio periodístico involucrando al Congreso de la República de Colombia, y generó indignación en la población, quienes organizaron una serie de manifestaciones a través de las redes sociales. La primera protesta, denominada #15J, llegó a chocar con la policía en el centro de Lima.
- 2014: el gobierno colombiano y las FARC (Fuerzas Armadas Revolucionarias de Colombia) reaunudan los acuerdos de paz entre el Gobierno de Juan Manuel Santos y las FARC tras las elecciones presidenciales de Colombia de 2014.
- 2015: la Agencia Espacial Europea (ESA) lanza el satélite MSG-4 perteneciente al programa Meteosat.
- 2016: en Turquía se produce un intento fallido de golpe de Estado que deja 290 muertos. (Ver Intento de golpe de Estado de Turquía de 2016).
- 2017: se estrena en Japón la vigésima película del anime de Pokémon: Pokémon the Movie: I Choose You!.
- 2018: en Moscú Rusia, la selección de fútbol de Francia se proclama por segunda vez en su historia campeona del Mundial de fútbol ante Croacia por 4-2 con goles de Antoine Griezmann, Paul Pogba, Kylian Mbappé y un gol en propia puerta de Mario Mandžukić para los franceses, y de Ivan Perišić y Mario Mandžukić para el equipo croata.
- 2020: Se estrena el spin-off de 31 minutos en colaboración con la Unicef Cuarentena 31.
- 2021: Se juega la final del Torneo Apertura 2021 de fútbol femenino argentino entre Boca Juniors y San Lorenzo, en el Estadio Nuevo Francisco Urbano, en la que empatarían 1-1 y San Lorenzo se terminaría imponiendo en la tanda de penaltis 2-3.
- 2021: En España se rinde tributo a las víctimas de la pandemia de COVID-19 y se reconoce el trabajo del personal sanitario en un Homenaje de Estado centrado en la esperanza.

## Nacimientos
- 1515: Francisco de Toledo, aristócrata y militar español, virrey de Perú de 1569 a 1581. (f. 1582).
- 1573: Íñigo Jones, arquitecto inglés (f. 1652).
- 1606: Rembrandt, pintor neerlandés (f. 1669).
- 1789: Enrique Martínez, militar uruguayo (f. 1870).
- 1815: Enrique Gil y Carrasco, escritor romántico español (f. 1845).
- 1817: John Fowler, ingeniero británico (f. 1898).
- 1831: Reinhold Begas, escultor alemán (f. 1911).
- 1848: Vilfredo Pareto, economista, filósofo y sociólogo italiano (f. 1923).
- 1850: Francisca Javiera Cabrini, monja italiana, primera ciudadana estadounidense en ser canonizada (f. 1917).
- 1854: Jacek Malczewski, pintor polaco (f. 1929).
- 1857: Jacinto Álvarez, político argentino (f. 1933).
- 1858: Emmeline Pankhurst, activista y sufragista británica (f. 1928).
- 1871: José Enrique Rodó, escritor y filósofo uruguayo (f. 1917).
- 1879: Alcides Arguedas, escritor, político e historiador boliviano (f. 1946).
- 1884: Francisco Cereceda, ingeniero y político chileno (f. años 1960).
- 1885: Josef Frank, arquitecto y diseñador austrosueco (f. 1967).
- 1885: Basilio Vadillo, político mexicano (f. 1935).
- 1892: Jesús Enrique Lossada, intelectual venezolano (f. 1948).
- 1892: Walter Benjamin, escritor y filósofo alemán (f. 1940).
- 1893: William Dieterle, cineasta y actor estadounidense de origen alemán (f. 1972).
- 1900: Enrique Cadícamo, poeta y escritor argentino (f. 1999).
- 1901: Nicola Abbagnano, filósofo italiano (f. 1990).
- 1902: Jean Rey, político belga (f. 1983).
- 1904: Rudolph Arnheim, psicólogo y filósofo alemán (f. 2007).
- 1904: José María de Porcioles, político español (f. 1993).
- 1905: César Bruto (Carlos Warnes), escritor, poeta, humorista y periodista argentino (f. 1984).
- 1905: Enrique Laguerre, escritor puertorriqueño (f. 2005).
- 1907: Mona Rico, actriz mexicana naturalizada estadounidense (f. 1994).
- 1909: William Cochran, estadístico escocés (f. 1980).
- 1912: Maguba Sirtlanova, aviadora soviética (f. 2007).
- 1913: Darrell Huff, escritor estadounidense (f. 2001).
- 1914: Birabongse Bhanudej, príncipe y piloto de automovilismo tailandés (f. 1985).
- 1917: Juan Bonet, periodista y escritor español (f. 1991).
- 1917: Nur Mohammad Taraki, intelectual, revolucionario y estadista afgano (f. 1979).
- 1918: Manuel Giúdice, futbolista argentino (f. 1983).
- 1918: Bertram Neville Brockhouse, físico canadiense, premio nobel de física en 1994 (f. 2003).
- 1919: Argimiro Gabaldón, educador, pintor y guerrillero venezolano (f. 1964).
- 1919: Iris Murdoch, escritora y filósofa irlandesa (f. 1999).
- 1921: Robert Bruce Merrifield, bioquímico estadounidense, premio nobel de química en 1984 (f. 2006).
- 1921: Manolo Fábregas, actor hispano mexicano (f. 1996).
- 1922: Leon Max Lederman, físico estadounidense, premio nobel de física en 1988 (f. 2018).
- 1923: Anilda Leão, poetisa, escritora, activista feminista, actriz y cantante brasileña (f. 2012).

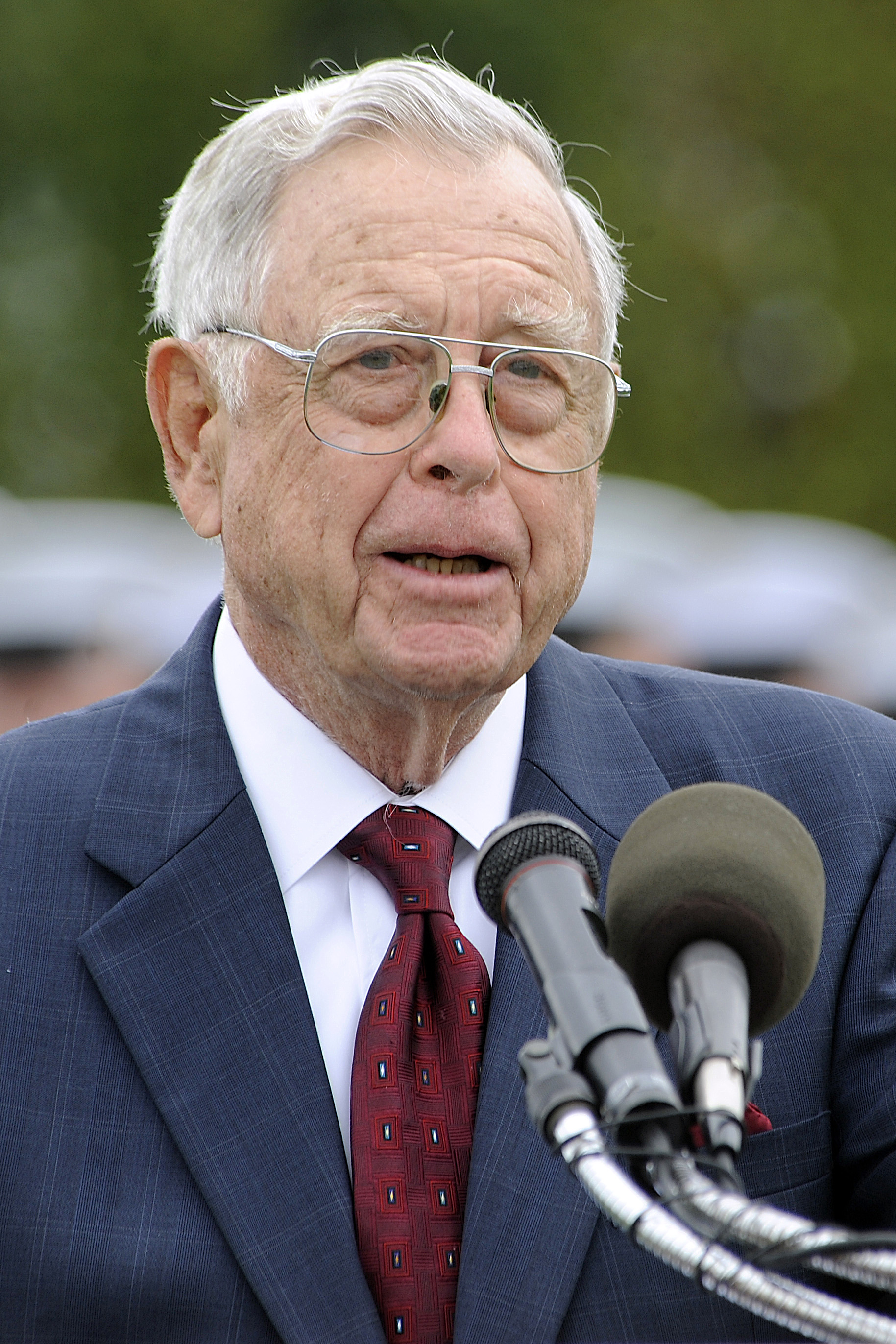
Jeremiah Denton.

- 1924: Jeremiah Denton, militar y político estadounidense (f. 2014).
- 1925: Philip Carey, actor estadounidense (f. 2009).
- 1925: Josep Mussons, empresario y dirigente deportivo español (f. 2021).
- 1925: D. A. Pennebaker, cineasta y documentalista estadounidense (f. 2019).
- 1926: Leopoldo Galtieri, militar y dictador argentino (f. 2003).
- 1927: Luis Dávila, actor argentino (f. 1998).
- 1927: Carmen Zapata, actriz estadounidense (f. 2014).
- 1928: Carl Woese, microbiólogo estadounidense (f. 2012).
- 1929: Ian Stewart, piloto de automovilismo británico (f. 2017).
- 1930: Jacques Derridá, filósofo francés (f. 2004).
- 1930: Stephen Smale, matemático estadounidense.
- 1931: Clive Cussler, escritor estadounidense (f. 2020).
- 1932: José Antonio Echeverría, líder estudiantil y revolucionario cubano (f. 1957); asesinado por la dictadura batistana.
- 1933: Julian Bream, guitarrista y laudista británico (f. 2020).
- 1933: Guido Crepax, ilustrador e historietista italiano (f. 2003).
- 1933: John Hopfield, físico estadounidense, Premio Nobel de Física 2024.
- 1934: Harrison Birtwistle, compositor británico (f. 2022).
- 1936: Larry Cohen, productor, director y guionista estadounidense (f. 2019).
- 1939: Aníbal Cavaco Silva, político portugués.
- 1940: José Sarukhán Kermez, biólogo mexicano.
- 1941: Rodolfo Fogwill, escritor argentino (f. 2010).
- 1942: Mil Máscaras (Aarón Rodríguez Arellano), luchador profesional mexicano.
- 1942: Vivian Malone Jones, activista pro derechos civiles estadounidense (f. 2005).
- 1943: Jocelyn Bell Burnell, astrofísica norirlandesa.
- 1944: Millie Jackson, cantante estadounidense.
- 1944: Jan-Michael Vincent, actor estadounidense de cine y televisión (f. 2019).
- 1946: Muda Hassanal Bolkiak, sultán bruneano.
- 1946: Linda Ronstadt, cantante estadounidense.
- 1947: Peter Banks, guitarrista británico, de la banda Yes (f. 2013).
- 1947: Trevor Horn, músico británico, de la banda The Buggles.
- 1949: Carl Bildt, político sueco.
- 1949: Roberto Chiabra, militar y político peruano.
- 1949: Mohammed bin Rashid Al Maktoum, político emiratí.
- 1949: Mariana Cordero, actriz española.
- 1950: Enrique de Melchor, guitarrista español de flamenco (f. 2012).
- 1951: Jesse Ventura, exluchador y político estadounidense.
- 1951: Gregory Isaacs, músico jamaicano (f. 2010).
- 1952: Terry O'Quinn, actor estadounidense.
- 1952: Johnny Thunders, cantante y guitarrista, de la banda New York Dolls (f. 1991).
- 1952: Yuriko Koike, política japonesa, Gobernadora de Tokio desde 2016.
- 1953: Jean-Bertrand Aristide, político y sacerdote haitiano, presidente de Haití entre 1994-1996 y 2001-2004.
- 1953: Alicia Bridges, cantante estadounidense.
- 1954: Mario Alberto Kempes, futbolista argentino.
- 1955: Carlos Iglesias, actor y director español.
- 1955: Oscar Sánchez Rivas, futbolista guatemalteco (f. 2019).
- 1956: Ian Curtis, cantante y músico británico, de la banda Joy Division (f. 1980).
- 1956: Antonio Fernández García, político español.
- 1956: Marky Ramone, baterista estadounidense, de la banda The Ramones.
- 1956: Joe Satriani, virtuoso guitarrista estadounidense.
- 1959:  Vincent Lindon, actor francés.
- 1961: Forest Whitaker, actor y cineasta estadounidense.
- 1963: Brigitte Nielsen, actriz danesa.
- 1964: Carme Barceló, periodista española.
- 1966: Amanda Foreman, actriz estadounidense.
- 1966: Irène Jacob, actriz y cantante franco-suiza.
- 1966: Jason Bonham, baterista británico, hijo del baterista John Bonham.
- 1967: Adam Savage, conductor de televisión estadounidense.
- 1967: Eduardo Inda, periodista español.
- 1968: Leticia Calderón, actriz mexicana.
- 1970: Chi Cheng, bajista estadounidense de la banda Deftones.
- 1970: John Alex Toro, actor y cómico colombiano.
- 1971: Iosu Olalla, jugador de balonmano español.
- 1973: Buju Banton cantante de reggae jamaicano.
- 1973: John Dolmayan, baterista libanés, de la banda System of a Down.
- 1974: Massimiliano Giacobbo, futbolista italiano.
- 1976: Jim Jones, rapero estadounidense.
- 1976: Diane Kruger, actriz y modelo alemana.
- 1976: Marco Di Vaio, futbolista italiano.
- 1976: Juanfran García, futbolista español.
- 1976: Gabriel Iglesias, actor y comediante estadounidense.
- 1977: Lana Parrilla, actriz estadounidense.
- 1977: Ray Toro, guitarrista estadounidense, de la banda My Chemical Romance.
- 1977: Roberto Brown, futbolista panameño.
- 1978: José Antonio Delgado, cantautor español.
- 1978: Antonio Sambruno, futbolista español.
- 1979: Travis Fimmel, actor y modelo australiano.
- 1979: Alexander Frei, futbolista suizo.
- 1979: Laura Benanti, actriz estadounidense.
- 1979: Piotr Bystrov, futbolista ruso.
- 1980: Erika Sanz, actriz y bailarina española.
- 1980: André Luíz Baracho, futbolista brasileño.
- 1980: José Carlos Garcia Leal, futbolista brasileño.
- 1981: José María Calvo, futbolista argentino.
- 1981: Issa Gadala, cantautor dominicano.
- 1981: Peter Odemwingie, futbolista nigeriano.
- 1981: Taylor Kinney, actor y modelo estadounidense.
- 1981: Alou Diarra, futbolista francés.
- 1981: Marius Stankevičius, futbolista lituano.
- 1982: Aída Yéspica, modelo y personaje de la televisión venezolana.
- 1982: Laura Chiatti, actriz italiana.
- 1983: Kim Myong-won, futbolista norcoreano.
- 1984: Edgar Barreto, futbolista paraguayo.
- 1984: Zhivko Milanov, futbolista búlgaro.
- 1985: Graziano Pellè, futbolista italiano.
- 1985: Serguéi Chepchugov, futbolista estonio.
- 1985: Burak Yılmaz, futbolista turco.
- 1986: Ari Aster, cineasta estadounidense.
- 1986: Anabel Pantoja, tertuliana de televisión española.
- 1986: Sergio Prendes, futbolista español.
- 1988: Jan Koprivec, futbolista esloveno.
- 1988: Benji Villalobos, futbolista salvadoreño.
- 1989: Pascal Schürpf, futbolista suizo.
- 1990: Olly Alexander, actor, cantante y compositor británico, de la banda Years & Years.
- 1990: Peter O'Brien, beisbolista estadounidense.
- 1991: Sebastian Andersson, futbolista sueco.
- 1991: Eric Larsson, futbolista sueco.
- 1991: Danilo Luiz, futbolista brasileño.
- 1992: Porter Robinson, DJ y productor estadounidense de música electrónica.
- 1992: Matej Poplatnik, futbolista esloveno.
- 1993: Gabriel Xavier, futbolista brasileño.
- 1993: Nazzareno Belfasti, futbolista italiano.
- 1993: Abdullah Madu, futbolista saudí.
- 1994: Gera MX, rapero y compositor mexicano.
- 1994: Anthony Limbombe, futbolista belga.
- 1994: Stefan Pot, baloncestista serbio.
- 1994: Patryk Stosz, ciclista polaco.
- 1994: Ramón Laureano, beisbolista dominicano.
- 1994: Paulo Azzi, futbolista brasileño.
- 1994: Óscar Villa, futbolista mexicano.
- 1995: Corentin Jean, futbolista francés.
- 1995: İrfan Kahveci, futbolista turco.
- 1996: Iver Fossum, futbolista noruego.
- 1996: Teddy Bishop, futbolista inglés.
- 1996: Vivianne Miedema, futbolista neerlandesa.
- 1996: Juan Manuel Pérez Ruiz, futbolista español.
- 1997: Joseph Mbong, futbolista nigeriano.
- 1997: Patrick Kpozo, futbolista ghanés.
- 1997: Esteban Ruiz, futbolista colombiano.
- 1997: Pablo Siles, futbolista uruguayo.
- 1997: Maycon de Andrade Barberan, futbolista brasileño.
- 1998: Lucas Bolvarán, actor chileno.
- 1998: Alessia Pavese, atleta italiana.
- 1998: Ane Azkona, futbolista española.
- 1999: Kenia Os, youtuber, cantante, modelo y empresaria mexicana.
- 1999: Tommaso Pobega, futbolista italiano.
- 1999: Wided Atatou, atleta francesa.
- 2000: Jaime Fernández Manzanares, baloncestista español.
- 2000: Julio Peña Fernández, actor y cantante español.
- 2000: Paulinho, futbolista brasileño.
- 2000: Tuia Falepapalangi, futbolista tongano.
- 2000: Mikita Kaliada, atleta bielorruso.
- 2000: Alexandra Sumner, nadadora estadounidense.
- 2000: A. J. Lawson, baloncestista canadiense.
- 2001: Thijs van Leeuwen, futbolista neerlandés.
- 2003: Damián García Graña, futbolista uruguayo.
- 2004: Taichi Fukui, futbolista japonés.
- 2004: Ricardo Allen Peña, futbolista costarricense.
- 2005: Adrian Blake, futbolista británico.
- 2007: Marvin Akahomen, futbolista suizo.
- 2008: Iain Armitage, actor estadounidense.
- 2008: Jack Porter, futbolista británico.

## Fallecimientos
- 756: Yang Guifei, emperatriz consorte china (n. 719).
- 967 (o 972): Boleslao I el Cruel, príncipe bohemio (n. 915).
- 998: Abu'l-Wafa, matématico y astrónomo persa (n. 940).
- 1274: Buenaventura de Fidanza, cardenal y santo italiano (n. 1218).
- 1291: Rodolfo I, monarca alemán (n. 1218).
- 1397: Catalina de Henneberg, gobernante alemana (n. 1334).
- 1542: Lisa Gherardini, aristócrata florentina (n. 1479).
- 1609: Annibale Carracci, pintor y grabador italiano (n. 1560).
- 1685: James Scott Monmouth, aristócrata británico (n. 1649).
- 1789: Jacques Duphly, compositor francés (n. 1715).
- 1810: Jean-Baptiste Rey, compositor francés (n. 1734).
- 1817: Ignacio Arteaga Idiáquez, aristócrata español (n. 1748).
- 1828: Jean Antoine Houdon, escultor francés (n. 1741).
- 1830: Dominique-Joseph René Vandamme, militar francés (n. 1770).
- 1855: Hipólito Unanue, médico y político peruano (n. 1755).
- 1857: Carl Czerny, pianista y compositor austriaco (n. 1791).
- 1858: José Gregorio Monagas, militar y político venezolano (n. 1795).
- 1868: William Morton, odontólogo estadounidense. (n. 1819).
- 1876: Juan Pablo Duarte, político, activista y padre de la patria dominicano (n. 1813).
- 1876: Aleksander Fredro, poeta, dramaturgo y escritor polaco.
- 1883: Leoncio Prado Gutiérrez, militar peruano (n. 1853).
- 1885: Rosalía de Castro, escritora española (n. 1837).
- 1890: Gottfried Keller, novelista y poeta suizo de lengua alemana (n. 1819).
- 1904: Antón Chéjov, dramaturgo ruso (n. 1860).
- 1905: Raimundo Fernández Villaverde, político español, presidente del gobierno entre 1903 y 1905 (n. 1848).
- 1919: Hermann Emil Fischer, químico alemán, premio nobel de química en 1902 (n. 1852).
- 1923: Wilhelm Jerusalem, filósofo y pedagogo austriaco (n. 1854).
- 1929: Hugo von Hofmannsthal, poeta, dramaturgo y ensayista austríaco (n. 1874).
- 1933: Freddie Keppard, músico estadounidense de jazz (n. 1890).
- 1933: Pierre de Vizcaya, piloto de automovilismo español (n. 1894).
- 1936: Richard Dixon Oldham, sismólogo británico (n. 1858).
- 1940: Robert Wadlow, varón estadounidense, la persona más alta de la historia humana, con 2,72 metros de estatura (n. 1918).
- 1946: Miguel Ángel de Quevedo, ingeniero e investigador mexicano (n. 1862).
- 1948: John J. Pershing, militar estadounidense (n. 1860).
- 1954: Ángel García Díaz, escultor español (n. 1873).
- 1958: Julia Lennon, madre del miembro de The Beatles John Lennon (n. 1914).
- 1961: Don Sunderlage, baloncestista estadounidense (n. 1929).
- 1964: Luis Batlle Berres, político uruguayo, presidente de Uruguay entre 1947 y 1951 (n. 1896).
- 1969: Julio Buitrago, guerrillero nicaragüense (n. 1944).
- 1969: José Elías Moreno, actor mexicano (n. 1910).
- 1974: Christine Chubbuck, presentadora de televisión y periodista estadounidense que se suicidó en vivo. (n. 1944)
- 1974: Arturo Mor Roig, político argentino de origen español, ministro de la dictadura de Lanusse que fue asesinado por Montoneros. (n. 1918)
- 1976: Rodolfo Mondolfo, filósofo italiano (n. 1877).
- 1979: Juana de Ibarbourou, poeta uruguaya (n. 1892).
- 1979: Gustavo Díaz Ordaz, presidente mexicano entre 1964 y 1970 (n. 1911).
- 1981: Lucas Caballero Calderón, Fue un escritor y columnista colombiano. [ (n. 1913).
- 1989: Laurie Cunningham, futbolista británico (n. 1956).
- 1992: Hammer DeRoburt, presidente nauruano entre 1968 -1976 y 1978 -1989 (n. 1922).
- 1993: Yevgeni Petróvich Fiódorov, aviador militar soviético (n. 1911).
- 1994: Mona Rico, actriz mexicana naturalizada estadounidense (n. 1907).
- 1995: Morella Muñoz, mezzosoprano venezolana (n. 1935).
- 1996: Dana Hill, actriz estadounidense (n. 1964).
- 1997: Gianni Versace, diseñador italiano (n. 1946).
- 2000: Juan Filloy, escritor, jurista y supercentenario argentino (n. 1894).
- 2000: Kalle Svensson, futbolista sueco (n. 1925).
- 2000: José María Martín Carpena, político español (n. 1950).
- 2003: Roberto Bolaño, escritor y poeta chileno (n. 1953).
- 2003: Juan José Barcia Goyanes, médico, escritor y humanista español (n. 1901).
- 2003: Tex Schramm, empresario estadounidense (n. 1920).
- 2005: Alicia Vignoli, actriz argentina (n. 1911).
- 2007: Kelly Johnson, guitarrista británica, de la banda Girlschool (n. 1958).
- 2009: Natalia Estemirova, periodista y activista rusa (n. 1959).
- 2009: Brian Goodwin, matemático y biólogo canadiense (n. 1931).
- 2009: Elvira Travesí, actriz peruana de origen argentino (n. 1919).
- 2011: Cornell MacNeil, barítono estadounidense (n. 1922).
- 2012: Celeste Holm, actriz y cantante estadounidense (n. 1917).
- 2013: Terje Mørkved, futbolista noruego (n. 1949).
- 2013: Ernesto Schoo, escritor, periodista y crítico argentino (n. 1925).
- 2015: Alan Curtis, clavecinista, musicólogo y director de orquesta estadounidense (n. 1934).
- 2015: Aubrey Morris, actor británico (n. 1926).
- 2015: Howard Rumsey, músico y director de orquesta estadounidense (n. 1917).
- 2015: Manolo de Vega, humorista y cantaor español (n. 1942).
- 2017: Maryam Mirzajani, matemática y profesora Iraní, medalla fields 2014 (n. 1977).
- 2017: Martin Landau, actor estadounidense (n. 1928).
- 2017: Anne Buttimer, profesora y geógrafa irlandesa (n. 1938).
- 2020: Toke Talagi, político y diplomático niueño, jefe de Gobierno de Niue entre 2008 y 2020 (n. 1960).
- 2021: Germán Castro Caycedo, fue un periodista y cronista colombiano. (n. 1940).
- 2021: Libero De Rienzo, actor, director y guionista de cine italiano (n. 1977).
- 2021: Danish Siddiqui, fotoperiodista indio (n. 1980).
- 2023: Francisco Ibáñez, historietista español (n. 1936).

## Celebraciones
- Día Mundial de las Habilidades de la Juventud.
Este día busca enfatizar la importancia de equipar a los jóvenes con habilidades para el empleo, el trabajo decente y el emprendimiento, atendiendo a las necesidades del creciente desempleo juvenil y los desafíos presentados por la dinámica cambiante del mercado laboral.[6]
(en inglés: World Youth Skills Day).

 Por países
(Por orden alfabético)
- Argentina: 
  - Día Nacional de la Igualdad.[7]
En conmemoración a la sanción de la Ley 26.618, o «Ley de Matrimonio Igualitario».
  - Día del Golfista.
En conmemoración de la victoria de Roberto De Vicenzo en el British Open de 1967. Ese día, De Vicenzo se consagró campeón del torneo más antiguo del golf, el Abierto Británico, un hito que marcó un antes y un después para el golf argentino.

### Santoral católico
- San Abudemio de Ténedo.
- San Andrés Nguyên Kim Thông Nam.
- San Ansuero y compañeros.
- San Atanasio de Nápoles.
- San Buenaventura.
- San Catulino y compañeros.
- San David de Suecia.

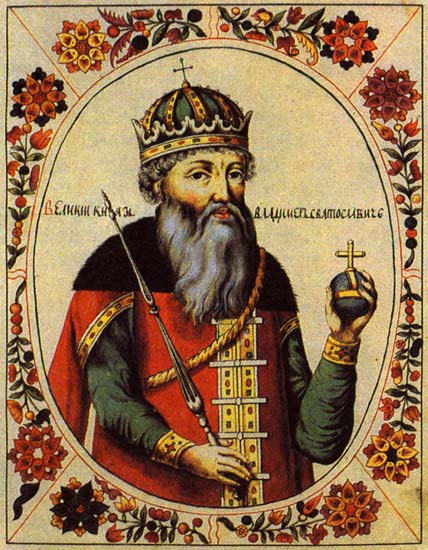
Vladimiro I de Kiev.

- San Felipe de Alejandría y diez niños mártires.
- San Félix de Tibiuca.
- San Gumberto de Ansbach.
- San Jacobo de Nísibe.
- San José de Tesalónica.
- San Pedro Nguyên Bá Tuân.
- San Plequelmo de Roermond.
- San Vladimiro Basilio. (imagen ilustrativa).
- San Pompilio María Pirrotti sacerdote escolapio.
- Beata Ana María Javouhey.
- Beato Antonio Beszta-Borowski.
- Beato Bernardo de Montcallier.
- Beato Ceslas de Cracovia.
- Beato Ignacio de Acebedo y compañeros.
- Beato Miguel Bernardo Marchand.